# ビブリオバトル
ビブリオバトル（Bibliobattle）は2007年に京都大学から広まった輪読会・読書会。「ビブリオ（書籍）」+「バトル（戦い）」の名のとおり、参加者はそれぞれ自分が推薦する本をプレゼンテーション式に紹介し、討論のように競わせるという方式を特徴とする。

## 歴史
2007年に京都大学大学院情報学研究科共生システム論研究室の谷口忠大によって考案された。2008年に谷口が立命館大学助教となると、研究室の有志によって運営が続けられた。その後、京都大学総合人間学部や大阪大学など各地に広がっていった。共生システム論研究室では、開始当初からYouTubeを用いた各発表の公開が行われていた。
2010年にビブリオバトル普及委員会が発足した。また、同年から大学生・大学院生を対象にしたビブリオバトル首都決戦（2014年から全国大学ビブリオバトルへ改称）を開催した。
2012年6月にビブリオバトル春のワークショップを開始した（これ以降毎2017年まで継続）。同年11月にNPO法人知的資源イニシアティブ（IRI）が企画・運営するLibrary of the Year 2012の大賞を受賞した。
2013年の文部科学省「第三次子どもの読書活動の推進に関する基本的な計画」にビブリオバトルが掲載された。これを受けて、学校教育への導入がより進むようになった。また、これ以降は全国の自治体が策定する「子ども読書読書活動推進計画」への文言掲載も進むようになった。
2014年に全国高等学校ビブリオバトルを開始した。同年12月にビブリオバトル・シンポジウム2014を開催した。
2016年にBibliobattle of the Yearを開始した。同年9月に第10回高橋松之助記念文字・活字文化推進大賞特別賞を受賞した。同年12月27日に一般社団法人ビブリオバトル協会を設立した。
2017年に全国中学ビブリオバトルを開始した。
2018年の文部科学省「第四次子供の読書活動の推進に関する基本的な計画」にビブリオバトルが掲載された。
2020年と2021年の全国大学ビブリオバトルはコロナウイルス感染症の影響で中止となり、代替大会として大学ビブリオバトル・オンライン大会を開催した。
2021年にBib-1グランプリ2021を開催した。
2023年の文部科学省「第五次子どもの読書活動の推進に関する基本的な計画」にビブリオバトルが掲載された。

## 公式ルール

### ビブリオバトル公式ルール[15]
1. 発表参加者が読んで面白いと思った本を持って集まる。
2. 順番に1人5分間で本を紹介する。
3. それぞれの発表の後に、参加者全員でその発表に関するディスカッションを2〜3分間行う。
4. 全ての発表が終了した後に、「どの本が一番読みたくなったか？」を基準とした投票を参加者全員が1人1票で行い、最多票を集めた本をチャンプ本とする。

### 公式ルールの詳細
1. 発表参加者が読んで面白いと思った本を持って集まる。
  1. 他人から推薦された本でも構わないが、必ず発表参加者自身が選ぶこと。
  2. それぞれの開催でテーマを設定してもよい。
2. 順番に1人5分間で本を紹介する。
  1. 5分間が経過した時点でタイムアップとし、速やかに発表を終了すること。
  2. 発表参加者はレジュメやプレゼン資料の配布などはせず、できるだけライブ感をもって発表すること。
  3. 発表参加者は必ず5分間を使い切ること。
3. それぞれの発表の後に、参加者全員でその発表に関するディスカッションを2〜3分間行う。
  1. ディスカッションの時間では、発表内容の揚げ足を取ったり、批判的な問いかけをしてはならない。発表内容で分からなかった点の追加説明を求めたり、「どの本が一番読みたくなったか？」の判断に必要な質問を心がけること。
  2. 参加者全員が、お互いにとって楽しい場となるよう配慮すること。
  3. 質疑応答が途中の場合などはディスカッションの時間を多少延長しても構わないが、当初の制限時間を大幅に超えないように運営すること。
4. 全ての発表が終了した後に、「どの本が一番読みたくなったか？」を基準とした投票を参加者全員が1人1票で行い、最多票を集めた本をチャンプ本とする。
  1. 発表参加者も投票権を持つ。ただし、自身が紹介した本には投票せず、他の発表参加者の本に投票すること。
  2. チャンプ本は参加者全員の投票によって民主的に選ぶ、一部の参加者（司会者、審査員、教員など）に決定権が偏ってはならない。

参加者は発表参加者、視聴参加者からなる。参加者全員という場合にはこれらすべてを指す。

### 公式ルールの文言改訂
2021年11月のビブリオバトル普及委員会理事会にて文言改訂案が承認・決定され、2022年4月1日から現行の公式ルールが施行された。

## 全国大学ビブリオバトル

### 概要
日本全国の大学生・大学院生によるビブリオバトルの祭典。2010年から2013年までは東京都の主催により、ビブリオバトル首都決戦として開催された。
2014年からは主催者が活字文化推進会議（主管：読売新聞社）に移り、全国大学ビブリオバトルの名称へ変更された。
2020年と2021年は新型コロナウイルス感染症の流行により、従来から続く全国大学ビブリオバトルは中止となったが、代替大会として大学ビブリオバトル・オンライン大会が開催された。

### 開催情報
| 開催年                                 | 本戦決勝日                 | 本戦決勝会場                     | グランドチャンプ本                                           | 予選参加者数               | ゲスト                                                   |
| ビブリオバトル首都決戦2010             | ビブリオバトル首都決戦2010 | ビブリオバトル首都決戦2010       | ビブリオバトル首都決戦2010                                   | ビブリオバトル首都決戦2010 | ビブリオバトル首都決戦2010                               |
| -------------------------------------- | -------------------------- | -------------------------------- | ------------------------------------------------------------ | -------------------------- | -------------------------------------------------------- |
| 2010年                                 | 11月3日                    | 東京国際フォーラム               | アーヴィング・ゴッフマン著『スティグマの社会学』             | 53人                       | 猪瀬直樹，東浩紀，優木まおみ，谷口忠大                   |
| ビブリオバトル首都決戦2011             |                            |                                  |                                                              |                            |                                                          |
| 2011年                                 | 10月30日                   | ベルサール秋葉原                 | 西澤保彦著『彼女はもういない』                               | 182人                      | 猪瀬直樹，わたせせいぞう，東浩紀，谷口忠大               |
| ビブリオバトル首都決戦2012             |                            |                                  |                                                              |                            |                                                          |
| 2012年                                 | 10月21日                   | ベルサール秋葉原                 | 九鬼周造／藤田正勝著『「いき」の構造』                       | 524人                      | 猪瀬直樹，佐藤可士和，東浩紀，谷口忠大                   |
| ビブリオバトル首都決戦2013             |                            |                                  |                                                              |                            |                                                          |
| 2013年                                 | 11月24日                   | ベルサール秋葉原                 | 大鐘良一／小原健右著『ドキュメント 宇宙飛行士選抜試験』      | 783人                      | 猪瀬直樹，東浩紀，谷口忠大                               |
| 全国大学ビブリオバトル2014～京都決戦～ |                            |                                  |                                                              |                            |                                                          |
| 2014年                                 | 12月14日                   | 京都大学百周年時計台記念館       | ロビン・スローン著／島村浩子訳『ペナンブラ氏の24時間書店』   | 874人                      | 佐藤文隆，眞鍋かをり，哲夫，谷口忠大                     |
| 全国大学ビブリオバトル2015～首都決戦～ |                            |                                  |                                                              |                            |                                                          |
| 2015年                                 | 12月23日                   | よみうり大手町ホール             | 野田秀樹著『僕が20世紀と暮していた頃』                       | 914人                      | 川上未映子，片山義博，小紫雅史，岡野裕行                 |
| 全国大学ビブリオバトル2016～京都決戦～ |                            |                                  |                                                              |                            |                                                          |
| 2016年                                 | 12月18日                   | 京都大学百周年時計台記念館       | 内田百閒著『冥途』                                           | 1207人                     | 哲夫，壮一帆，高井昌史，谷口忠大                         |
| 全国大学ビブリオバトル2017～首都決戦～ |                            |                                  |                                                              |                            |                                                          |
| 2017年                                 | 12月17日                   | よみうり大手町ホール             | 二宮敦人著『18禁日記』                                       | 1,160人                    | 中江有里，高井昌史，谷口忠大                             |
| 全国大学ビブリオバトル2018～大阪決戦～ |                            |                                  |                                                              |                            |                                                          |
| 2018年                                 | 12月23日                   | 立命館大学大阪いばらきキャンパス | 恒川光太郎著『夜市』                                         | 1,598人                    | 石田衣良，彩吹真央，オジンオズボーン，高井昌史，谷口忠大 |
| 全国大学ビブリオバトル2019～首都決戦～ |                            |                                  |                                                              |                            |                                                          |
| 2019年                                 | 12月22日                   | よみうり大手町ホール             | ゼヴィン・ガブリエル作／堀川志野舞訳『天国からはじまる物語』 | 1,526人                    | 鈴木勝吾，清水潔，高井昌史                               |
| 大学ビブリオバトル・オンライン大会2020 |                            |                                  |                                                              |                            |                                                          |
| 2020年                                 | 12月20日                   | オンライン開催（Zoomウェビナー） | 伊藤計劃著『ハーモニー』                                     |                            |                                                          |
| 大学ビブリオバトル・オンライン大会2021 |                            |                                  |                                                              |                            |                                                          |
| 2021年                                 | 12月19日                   | オンライン開催（Zoomウェビナー） | 浅倉秋成著『六人の嘘つきな大学生』                           |                            |                                                          |
| 全国大学ビブリオバトル2022             |                            |                                  |                                                              |                            |                                                          |
| 2022年                                 | 12月25日                   | 明海大学浦安キャンパス           | 米澤穂信著『ボトルネック』                                   |                            | 浅田次郎，今村翔吾                                       |
| 全国大学ビブリオバトル2023             |                            |                                  |                                                              |                            |                                                          |
| 2023年                                 | 12月17日                   | 昭和女子大学                     | 下村敦史著『同姓同名』                                       |                            | 角田光代，村田諒太                                       |
| 全国大学ビブリオバトル2024             |                            |                                  |                                                              |                            |                                                          |
| 2024年                                 | 12月22日                   | 昭和女子大学                     | 七尾与史著『全裸刑事チャーリー』                             |                            | 柚月裕子，佐藤康光                                       |

## 全国高等学校ビブリオバトル

### 概要
2014年に始まった日本全国の高校生によるビブリオバトルの祭典。
新型コロナウイルス感染症の流行により、2020年度の第7回全国高等学校ビブリオバトルは開催中止となった。

### 開催情報
| 開催年                                   | 本戦決勝日                     | 本戦決勝会場                     | グランドチャンプ本                         | ゲスト                             |
| 全国高等学校ビブリオバトル2014           | 全国高等学校ビブリオバトル2014 | 全国高等学校ビブリオバトル2014   | 全国高等学校ビブリオバトル2014             | 全国高等学校ビブリオバトル2014     |
| ---------------------------------------- | ------------------------------ | -------------------------------- | ------------------------------------------ | ---------------------------------- |
| 2015年                                   | 1月11日                        | よみうり大手町ホール             | 辻村深月著『冷たい校舎の時は止まる』       | 角田光代                           |
| 全国高等学校ビブリオバトル2015           |                                |                                  |                                            |                                    |
| 2016年                                   | 1月10日                        | 京都大学百周年時計台記念館       | 筒井康隆著『残像に口紅を』                 | 斎藤孝，辻村深月，哲夫             |
| 全国高等学校ビブリオバトル2016           |                                |                                  |                                            |                                    |
| 2017年                                   | 1月8日                         | よみうり大手町ホール             | トーン・テレヘン著『ハリネズミの願い』     | 斎藤孝，森絵都，哲夫               |
| 全国高等学校ビブリオバトル2017           |                                |                                  |                                            |                                    |
| 2018年                                   | 1月28日                        | 早稲田大学井深大記念ホール       | 柞刈湯葉著『横浜駅SF』                     | 片山善博，川上未映子，哲夫         |
| 第5回全国高等学校ビブリオバトル決勝大会  |                                |                                  |                                            |                                    |
| 2019年                                   | 1月20日                        | よみうり大手町ホール             | 深水黎一郎著『最後のトリック』             | 原田マハ，朝井リョウ，三輪記子     |
| 第6回全国高等学校ビブリオバトル決勝大会  |                                |                                  |                                            |                                    |
| 2020年                                   | 1月26日                        | よみうり大手町ホール             | 丸山正樹著『デフ・ヴォイス』               | 辻村深月，岡崎琢磨，萩野瑛，鮎川颯 |
| 第7回全国高等学校ビブリオバトル決勝大会  |                                |                                  |                                            |                                    |
|                                          |                                | （開催中止）                     |                                            |                                    |
| 第8回全国高等学校ビブリオバトル決勝大会  |                                |                                  |                                            |                                    |
| 2022年                                   | 1月23日                        | 早稲田大学井深大記念ホール       | 乙一著『夏と花火と私の死体』               | 砥上裕將，辻堂ゆめ，けんご         |
| 第9回全国高等学校ビブリオバトル決勝大会  |                                |                                  |                                            |                                    |
| 2023年                                   | 1月22日                        | 立命館大学大阪いばらきキャンパス | パク・ソンヒョク著『勉強が面白くなる瞬間』 | 砥上裕將，辻堂ゆめ，けんご         |
| 第10回全国高等学校ビブリオバトル決勝大会 |                                |                                  |                                            |                                    |
| 2024年                                   | 1月28日                        | 東京国際大学池袋キャンパス       | 下村敦史著『同姓同名』                     | 朝井リョウ，高瀬隼子               |
| 第11回全国高等学校ビブリオバトル決勝大会 |                                |                                  |                                            |                                    |
| 2025年                                   | 1月26日                        | よみうり大手町ホール             | 伊坂幸太郎著『アヒルと鴨のコインロッカー』 | 汐見夏衛，新庄耕                   |

## 全国中学ビブリオバトル

### 概要
2017年に始まった日本全国の中学生によるビブリオバトルの祭典。
新型コロナウイルス感染症の流行により、2019年度の第3回全国中学ビブリオバトル決勝大会と2020年度の第4回全国中学ビブリオバトル決勝大会は開催中止となった。

### 開催情報
| 開催年                              | 本戦決勝日                          | 本戦決勝会場                           | グランドチャンプ本                             | ゲスト                              |
| 第1回全国中学ビブリオバトル決勝大会 | 第1回全国中学ビブリオバトル決勝大会 | 第1回全国中学ビブリオバトル決勝大会    | 第1回全国中学ビブリオバトル決勝大会            | 第1回全国中学ビブリオバトル決勝大会 |
| ----------------------------------- | ----------------------------------- | -------------------------------------- | ---------------------------------------------- | ----------------------------------- |
| 2018年                              | 3月28日                             | 上智大学四谷キャンパス・ソフィアタワー | 柚木麻子著『BUTTER』                           | 川村元気                            |
| 第2回全国中学ビブリオバトル決勝大会 |                                     |                                        |                                                |                                     |
| 2019年                              | 3月24日                             | よみうり大手町ホール                   | 丸山宗利著『昆虫はすごい』                     | 森絵都，深水黎一郎，小野島徹        |
| 第3回全国中学ビブリオバトル決勝大会 |                                     |                                        |                                                |                                     |
| 2020年                              | 3月29日                             | 昭和女子大学（開催中止）               |                                                |                                     |
| 第4回全国中学ビブリオバトル決勝大会 |                                     |                                        |                                                |                                     |
|                                     |                                     | （開催中止）                           |                                                |                                     |
| 第5回全国中学ビブリオバトル決勝大会 |                                     |                                        |                                                |                                     |
| 2022年                              | 3月22日                             | 昭和女子大学                           | ダニエル・キイス著『アルジャーノンに花束を』   |                                     |
| 第6回全国中学ビブリオバトル決勝大会 |                                     |                                        |                                                |                                     |
| 2023年                              | 3月19日                             | 昭和女子大学                           | 下村敦史著『同姓同名』                         | 青柳碧人                            |
| 第7回全国中学ビブリオバトル決勝大会 |                                     |                                        |                                                |                                     |
| 2024年                              | 3月24日                             | 龍谷大学瀬田キャンパス                 | アニー・マーフィー・ポール著『脳の外で考える』 | 今村翔吾，宮島未奈                  |
| 第8回全国中学ビブリオバトル決勝大会 |                                     |                                        |                                                |                                     |
| 2025年                              | 3月9日                              | 立命館大学衣笠キャンパス               | 宮澤章二著『行為の意味』                       | 彬子女王                            |

## ビブリオバトル春のワークショップ

### 概要
ビブリオバトルについてのさまざまなテーマを語り合うワークショップで、主にビブリオバトル普及委員会のメンバー同士での情報交換を目的としている。
2014年度からビブリオバトル・シンポジウムが開催されるようになったことに伴い、2015年度以降は開催規模を縮小した。

### 開催情報
| 開催年                               | 実施日                               | 会場                                   | 基調報告テーマ                                                               |
| ビブリオバトル春のワークショップ2012 | ビブリオバトル春のワークショップ2012 | ビブリオバトル春のワークショップ2012   | ビブリオバトル春のワークショップ2012                                         |
| ------------------------------------ | ------------------------------------ | -------------------------------------- | ---------------------------------------------------------------------------- |
| 2012年                               | 6月9日 6月10日                       | 名古屋駅前モンブランホテル             | 書評×コミュニティ×ゲーム＝ビブリオバトル                                     |
| ビブリオバトル春のワークショップ2013 |                                      |                                        |                                                                              |
| 2013年                               | 6月8日 6月9日                        | COI名古屋プラザビル                    | ビブリオバトル2013 普及四年目のアレグレット                                  |
| ビブリオバトル春のワークショップ2014 |                                      |                                        |                                                                              |
| 2014年                               | 6月14日 6月15日                      | 札幌エルプラザ情報センター             | ビブリオバトル未開催地で、どのようにビブリオバトルを開催し、定着させていくか |
| ビブリオバトル春のワークショップ2015 |                                      |                                        |                                                                              |
| 2015年                               | 6月28日                              | 立命館大学びわこくさつキャンパス (BKC) | コミュニティとビブリオバトル                                                 |
| ビブリオバトル春のワークショップ2016 |                                      |                                        |                                                                              |
| 2016年                               | 6月19日                              | 皇學館大学                             | アイテムでひろがるビブリオバトル                                             |
| ビブリオバトル春のワークショップ2017 |                                      |                                        |                                                                              |
| 2017年                               | 6月24日                              | spice life カフェスペース              | ビブリオバトルのプラットフォーム構築を目指して                               |

## ビブリオバトル・シンポジウム

### 概要
ビブリオバトルについてのさまざまなテーマを語り合うシンポジウムで、一般聴衆向けに広く公開することを目的としている。

### 開催情報
| 開催年                           | 実施日                           | 会場                                       | 開催テーマ                                                             | パネリスト                                                         |
| ビブリオバトル・シンポジウム2014 | ビブリオバトル・シンポジウム2014 | ビブリオバトル・シンポジウム2014           | ビブリオバトル・シンポジウム2014                                       | ビブリオバトル・シンポジウム2014                                   |
| -------------------------------- | -------------------------------- | ------------------------------------------ | ---------------------------------------------------------------------- | ------------------------------------------------------------------ |
| 2014年                           | 12月13日                         | 立命館大学・朱雀キャンパス                 | 基調講演                                                               | 谷口忠大                                                           |
| 2014年                           | 12月13日                         | 立命館大学・朱雀キャンパス                 | 学校教育                                                               | 大橋輝子，貝森義仁，後藤俊，木下通子，近藤雪絵，小野永貴，常川真央 |
| 2014年                           | 12月13日                         | 立命館大学・朱雀キャンパス                 | 地域コミュニティ                                                       | 赤峰稔朗，太田剛，林鉄郎，樋口悟，市川紀子                         |
| 2014年                           | 12月13日                         | 立命館大学・朱雀キャンパス                 | 図書館                                                                 | 乾聰一郎，田中志瑞子，益井博史，岡本真，岡野裕行                   |
| ビブリオバトル・シンポジウム2015 |                                  |                                            |                                                                        |                                                                    |
| 2015年                           | 11月14日                         | 横浜市中央図書館                           | コミュニティをつくるビブリオバトル                                     | 雨宮智花，五十嵐孝浩，亀山綾乃，安村正也，吉野英知                 |
| ビブリオバトル・シンポジウム2016 |                                  |                                            |                                                                        |                                                                    |
| 2016年                           | 10月29日                         | せんだいメディアテーク                     | ビブリオバトルにおけるコミュニティ形成のダイナミクス                   | 谷口忠大                                                           |
| 2016年                           | 10月30日                         | せんだいメディアテーク                     | 教育コミュニティ                                                       | 須藤秀紹，小野永貴，花田麗，虫明美喜，木下通子                     |
| 2016年                           | 10月30日                         | せんだいメディアテーク                     | トークセッション「東北×ビブリオバトル」                                | 川元茂，土方正志，貝森義仁                                         |
| 2016年                           | 10月30日                         | せんだいメディアテーク                     | 地域コミュニティ                                                       | 吉野英知，安田昌代，小松雄也，広瀬知明                             |
| 2016年                           | 12月17日                         | まちライブラリー＠もりのみやキューズモール | 教育現場におけるビブリオバトル推進の今後の可能性                       | 木村修平，乾聰一郎，外海靖規，飯島玲生，池内祥見，吉野英知         |
| ビブリオバトル・シンポジウム2017 |                                  |                                            |                                                                        |                                                                    |
| 2017年                           | 11月17日                         | パシフィコ横浜                             | 教育におけるビブリオバトルの活用を考える：社会教育・学校教育・地域社会 | 岡野裕行，奥野康作，木下通子，坪内一，三浦一郎，瀬部貴行           |
| ビブリオバトル・シンポジウム2018 |                                  |                                            |                                                                        |                                                                    |
| 2018年                           | 10月30日                         | パシフィコ横浜                             | 本を通じた「出会い」について考える                                     | 常川真央，榎村真由，小松雄也，花田菜々子，益井博史，岡野裕行       |
| ビブリオバトル・シンポジウム2019 |                                  |                                            |                                                                        |                                                                    |
| 2019年                           | 11月13日                         | パシフィコ横浜                             | ビブリオバトル主催における機能と可能性を考える                         | 榎村真由，松崎萌，成瀬雅人，有地和毅，岡野裕行                     |
| ビブリオバトル・シンポジウム2020 |                                  |                                            |                                                                        |                                                                    |
| 2020年                           | 11月21日                         | オンライン開催（YouTube配信）              | ちいさいコミュニティ                                                   | 磯谷梨紗，榎村真由，角谷舞子，河野亜美，佐々木奈三江，佐藤慧       |
| ビブリオバトル・シンポジウム2023 |                                  |                                            |                                                                        |                                                                    |
| 2023年                           | 11月23日                         | オンライン開催（Zoom）                     | ビブリオバトルにおける多様性とコミュニティづくり                       | 今坂朋彦，カモシダせぶん，谷芳明，峯苫幸多                         |
| ビブリオバトル・シンポジウム2025 |                                  |                                            |                                                                        |                                                                    |
| 2025年                           | 3月15日                          | 茶吉庵                                     | ビブリオバトルの“わくわく”と“もやもや”                                 | 増山実                                                             |

## Bibliobattle of the Year

### 概要
全国に広がるビブリオバトルに関わるユニークな活動を発見し、それらの活動を多くの人に周知することで、各地の活動をさらに盛り上げていくことを目的とした表彰制度のこと。2016年からビブリオバトル普及委員会が主催している。
賞の種類には以下の4種類がある。
1. 優秀賞：ビブリオバトルの発展に寄与する活動や、未来志向の先進的な活動を行った個人または団体の功績に対して与えられる。
2. 特別賞：ビブリオバトルに関連する個性的な活動をした個人・団体の功績に対して与えられる。
3. 新人賞：ビブリオバトル普及委員会への入会後2年以内に顕著な活動を行った者に対して与えられる。
4. 大賞：優秀賞受賞者のうち、ビブリオバトルの発展に最も寄与した活動を行った個人または団体の功績に対して与えられる。

### 大賞および優秀賞受賞者一覧
| 開催年                        | 実施日                        | 大賞授賞式会場                                     | 大賞受賞者                           | 優秀賞受賞者 |
| Bibliobattle of the Year 2016 | Bibliobattle of the Year 2016 | Bibliobattle of the Year 2016                      | Bibliobattle of the Year 2016        | Bibliobattle of the Year 2016 |
| ----------------------------- | ----------------------------- | -------------------------------------------------- | ------------------------------------ | --- |
| 2016年                        | 10月30日                      | せんだいメディアテーク                             | 益井博史さんとソロモン諸島のみなさん | 山本弘，宮城教育大学ビブリオバトルサークルBIBLion，BiblioEi8ht，天満橋ビブリオバトル，生駒市図書館と生駒ビブリオ倶楽部，益井博史さんとソロモン諸島のみなさん，坂本那香子さんと紀伊國屋書店シンガポールリャンコート店 |
| Bibliobattle of the Year 2017 |                               |                                                    |                                      | |
| 2017年                        | 11月7日                       | パシフィコ横浜（図書館総合展スピーカーズコーナー） | 株式会社有隣堂                       | 株式会社有隣堂，東京図書館制覇！，神戸町立下宮小学校，奈良県立図書情報館ビブリオバトル部，くまもと森都心プラザ図書館                                                                                                 |
| Bibliobattle of the Year 2018 |                               |                                                    |                                      | |
| 2018年                        | 10月30日                      | パシフィコ横浜（図書館総合展スピーカーズコーナー） | 草津市立市民交流プラザ               | 草津市立市民交流プラザ，SF文学振興会，NHKジャーナル「対決！ミニ・ビブリオバトル」，一宮市立中央図書館，ビブリオバトルの児童文学作家5名（赤羽じゅんこ・おおぎやなぎちか・濱野京子・松本聰美・森川成美）               |
| Bibliobattle of the Year 2019 |                               |                                                    |                                      | |
| 2019年                        | 11月13日                      | パシフィコ横浜（図書館総合展スピーカーズコーナー） | 佐世保市立図書館                     | 佐世保市立図書館，上田市立塩田西小学校ビブリオバトルクラブ，天満橋ビブリオバトル，オトナのビブリオバトル in DANDELION                                                                                                |
| Bibliobattle of the Year 2020 |                               |                                                    |                                      | |
| 2020年                        | 12月20日                      | オンライン開催（Zoomウェビナー）                   | NBCラジオ「ラジオDEビブリオバトル」  | NBCラジオ「ラジオ DE ビブリオバトル」，大阪府教育委員会，ツアービブリオ |
| Bibliobattle of the Year 2021 |                               |                                                    |                                      | |
| 2021年                        | 12月19日                      | オンライン開催（Zoomウェビナー）                   | 生駒市図書館と生駒ビブリオ倶楽部     | 生駒市図書館と生駒ビブリオ倶楽部，『英語でビブリオバトル実践集』執筆者，ビブリバトルin八戸 |
| Bibliobattle of the Year 2022 |                               |                                                    |                                      | |
| 2023年                        | 1月21日                       | オンライン開催（Zoomウェビナー）                   | コバショでビブリオ                   | コバショでビブリオ，伊丹市立図書館ことば蔵，一般社団法人フリンジシアターアソシエーション |
| Bibliobattle of the Year 2023 |                               |                                                    |                                      | |
| 2024年                        | 1月20日                       | オンライン開催（Zoomウェビナー）                   | 阪大ビブリオバトル                   | OBPビブリオバトル，聖学院大学総合図書館，阪大ビブリオバトル |
| Bibliobattle of the Year 2024 |                               |                                                    |                                      | |
| 2024                          | 12月26日                      | ビブリオバトル普及委員会note                       | 甲州市立塩山図書館                   | アワヒニビブリオバトル，甲州市立塩山図書館 |

## 公式ルールの展開

### 概要
ビブリオバトル本来の公式ルールを用いながら、選書方法に新たな楽しみ方を提案する派生系のビブリオバトルが生まれている。
- ダブルバウト・ビブリオバトル：5分間の中で2冊の本を紹介するビブリオバトル。紹介する2冊に見られる関連性を必ず説明しなければならない[82]。公式ルールの第1には「発表参加者が読んで面白いと思った本を持って集まる」と書かれているが、ここには「1冊の本」というように冊数を限定した記述は見られないため、「2冊の本」という方法も公式ルールの範囲内であると解釈できる。
- 妄想書籍バトル：実在しない本で行われるビブリオバトル。会の最中は本を実在するものとして扱う[83]。公式ルールの第1には「発表参加者が読んで面白いと思った本を持って集まる」と書かれているため、通常は一般に公刊された「実在する本」を持って集まるものと思われるが、「活字化される前の本」（アイデアの段階）という解釈も可能である。

## 派生系

### 概要
ビブリオバトルの公式ルールの枠組みを用いながら、紹介する対象を「本」以外のものへと拡張することで、新たな楽しみ方を提案する派生系のビブリオバトルが生まれている。
- ムビリオバトル：ビブリオバトルのルールに倣って参加者がオススメする映画を紹介し、発表された映画の中から「本日のチャンプ映画」を決め、その場でチャンプ映画を鑑賞する[84]。
- イクチオバトル：水族館内のサカナから自分の気になった一種類を選び出し、そのサカナをスケッチする。そのスケッチとともに、その魚を選んだ理由やその魅力などについて、3分程度のプレゼンテーションを行い、最も多くの参加者に「見たい」と思わせた者（サカナ）を勝ちとする[85]。
- シンブリオバトル：ビブリオバトルのルールに倣って参加者がオススメする新聞記事を紹介し、発表された記事の中から「本日のチャンプ記事」を決める[86]。

## 派生したイベント
ビブリオバトルの形式を応用した多様なイベントが各地で開催されている。
- 書評漫才グランプリ - 大阪市立図書館が2012年（平成24年）から開催している中高生向けのイベント。ビブリオバトルを漫才形式にアレンジしたもので、コンビやトリオで本の魅力を紹介し、その内容やパフォーマンスを競う[87]。

## 関連書籍

### 解説書
1. 谷口忠大著『ビブリオバトル：本を知り人を知る書評ゲーム』文藝春秋（文春新書）、2013年4月
2. 吉野英知、須藤秀紹、大谷裕、谷口忠大監修、ビブリオバトル普及委員会編著『ビブリオバトル入門：本を通して人を知る・人を通して本を知る』情報科学技術協会、2013年6月
3. 粕谷亮美著、谷口忠大監修、しもつきみずほイラスト『ビブリオバトルを楽しもう：ゲームで広がる読書の輪』さ・え・ら書房、2014年3月
4. ビブリオバトル普及委員会編『ビブリオバトル ハンドブック』子どもの未来社、2015年4月
5. 谷口忠大監修『コミュニケーションナビ 話す・聞く①：やるぜ！ビブリオバトル』鈴木出版、2016年1月
6. 谷口忠大マンガ原案・監修、沢根千尋マンガ、粕谷亮美文『マンガでわかる ビブリオバトルに挑戦！』さ・え・ら書房、2016年3月
7. 須藤秀紹、粕谷亮美編『読書とコミュニケーション：ビブリオバトル実践集』子どもの未来社、2016年6月
8. 谷口忠大著『賀茂川コミュニケーション塾：ビブリオバトルから人工知能まで』世界思想社、2019年12月
9. 益井博史著『ソロモン諸島でビブリオバトル』子どもの未来社、2020年5月
10. 木村修平、近藤雪絵編著『英語でビブリオバトル実践集』子どもの未来社、2021年2月
11. 谷口忠大、石川竜一郎編著『コミュニケーション場のメカニズムデザイン』慶應義塾大学出版会、2021年10月
12. ビブリオバトル普及委員会編著『ビブリオバトル ガイドブック ルール改訂版』子どもの未来社、2023年9月

### 小説
1. 山本弘著『翼を持つ少女：BISビブリオバトル部』東京創元社、2014年12月
  - 山本弘著『翼を持つ少女：BISビブリオバトル部（上）』東京創元社（創元SF文庫）、2016年4月
  - 山本弘著『翼を持つ少女：BISビブリオバトル部（下）』東京創元社（創元SF文庫）、2016年4月
2. 山本弘著『幽霊なんて怖くない：BISビブリオバトル部』東京創元社、2015年6月
  - 『幽霊なんて怖くない：BISビブリオバトル部』東京創元社（創元SF文庫）、2017年2月
3. 山本弘著『世界が終わる前に：BISビブリオバトル部』東京創元社、2016年2月　
  - 山本弘著『世界が終わる前に：BISビブリオバトル部』東京創元社（創元SF文庫）、2019年1月
4. 赤羽じゅんこ、松本聡美、おおぎやなぎちか、森川成美著『なみきビブリオバトル・ストーリー』さ・え・ら書房、2017年6月
5. 山本弘著『君の知らない方程式：BISビブリオバトル部』東京創元社、2017年8月
6. 濱野京子著、森川泉イラスト『ビブリオバトルへ、ようこそ！』あかね書房（スプラッシュ・ストーリーズ 30）、2017年9月
7. 森川成美、おおぎやなぎちか、赤羽じゅんこ、松本聡美著『なみきビブリオバトル・ストーリー2：決戦は学校公開日』さ・え・ら書房、2018年2月
8. 赤羽じゅんこ著、浮雲宇一イラスト『5分で本を語れ：チームでビブリオバトル！』 偕成社（偕成社ノベルフリーク）、2023年9月
9. 風祭千著『真夜中を切り裂け！：僕らをつなぐビブリオバトル』文芸社（文芸社文庫NEO）、2024年7月